# Leucophanes naumannii
Leucophanes naumannii là một loài rêu trong họ Calymperaceae. Loài này được Müll. Hal. Müll. Hal. mô tả khoa học đầu tiên năm 1889.